# 하로! SATOYAMA 라이프
《하로! SATOYAMA 라이프》(ハロー!SATOYAMAライフ)은 2012년 6월 7일부터 2013년 12월 26일까지 TV 도쿄 계열에서 목요일 심야에 방송되었던 헬로! 프로젝트 멤버 출연의 TV 프로그램이다.

## 개요
- 헬로! 프로젝트 멤버가 자연 퍼지는 사토야마에서 농업이나 아웃도어 등의 체험을 통해 여러 가지 문화나 라이프 스타일을 배워 제안해 간다.

## 출연자
- 모닝구무스메
- 스마이레지
- 미츠이 아이카
- 사야시 리호
- Juice=Juice
- 피베리
- DIY♡
- GREEN FIELDS
- 하베스트
- 다사키 아사히
- 쥬린
- 다이아 레이디
- 멜로우크앗드
- HI-FIN
- 아이자와 켕키 (나레이션, 2013년 7월 4일부터)

이전 출연자
- 마노 에리나 (2013년 2월 21일까지)
- 시노다 쥰코 (나레이션, 2013년 6월 27일까지)

## 방송국과 방송 시간
| 주요 방송 지역 | 방송국           | 방송 기간                         | 계열         | 방송 요일과 방송 시간 |
| -------------- | ---------------- | --------------------------------- | ------------ | --------------------- |
| 간토 광역권    | TV 도쿄 (제작국) | 2012년 6월 7일 ~ 2013년 12월 26일 | TV 도쿄 계열 | 목요일 25:00 ~ 25:30  |
| 전국           | BS JAPAN         | 2012년 6월 9일 ~ 2013년 12월 28일 | BS 디지털    | 토요일 09:30 ~ 10:00  |
| 시가현         | 비와코 방송      | 2012년 6월 24일 ~ 2014년 1월 12일 | JAITS        | 일요일 23:30 ~ 24:00  |

## DVD
- 하로! SATOYAMA 라이프 Vol.1 (2013년 4월 24일)
- 하로! SATOYAMA 라이프 Vol.2 (2013년 4월 24일)
- 하로! SATOYAMA 라이프 Vol.3 (2013년 6월 12일)
- 하로! SATOYAMA 라이프 Vol.4 (2013년 6월 12일)
- 하로! SATOYAMA 라이프 Vol.5 (2013년 7월 3일)
- 하로! SATOYAMA 라이프 Vol.6 (2013년 7월 3일)
- 하로! SATOYAMA 라이프 Vol.7 (2013년 8월 14일)
- 하로! SATOYAMA 라이프 Vol.8 (2013년 8월 14일)
- 하로! SATOYAMA 라이프 Vol.9 (2013년 9월 4일)
- 하로! SATOYAMA 라이프 Vol.10 (2013년 9월 4일)
- 하로! SATOYAMA 라이프 Vol.11 (2013년 10월 23일)
- 하로! SATOYAMA 라이프 Vol.12 (2013년 10월 23일)
- 하로! SATOYAMA 라이프 Vol.13 (2013년 11월 20일)
- 하로! SATOYAMA 라이프 Vol.14 (2013년 11월 20일)
- 하로! SATOYAMA 라이프 Vol.15 (2013년 12월 4일)
- 하로! SATOYAMA 라이프 Vol.16 (2013년 12월 4일)
- 하로! SATOYAMA 라이프 Vol.17 (2013년 12월 18일)
- 하로! SATOYAMA 라이프 Vol.18 (2013년 12월 18일)
- 하로! SATOYAMA 라이프 Vol.19 (2014년 2월 5일)
- 하로! SATOYAMA 라이프 Vol.20 (2014년 2월 5일)
- 하로! SATOYAMA 라이프 Vol.21 (2014년 2월 26일)
- 하로! SATOYAMA 라이프 Vol.22 (2014년 2월 26일)
- 하로! SATOYAMA 라이프 Vol.23 (2014년 3월 19일)
- 하로! SATOYAMA 라이프 Vol.24 (2014년 3월 19일)
- 하로! SATOYAMA 라이프 Vol.25 (2014년 5월 14일)
- 하로! SATOYAMA 라이프 Vol.26 (2014년 5월 14일)
- 하로! SATOYAMA 라이프 Vol.27 (2014년 5월 28일)
- 하로! SATOYAMA 라이프 Vol.28 (2014년 5월 28일)
- 하로! SATOYAMA 라이프 Vol.29 (2014년 6월 25일)
- 하로! SATOYAMA 라이프 Vol.30 (2014년 6월 25일)
- 하로! SATOYAMA 라이프 Vol.31 (2014년 8월 6일)
- 하로! SATOYAMA 라이프 Vol.32 (2014년 8월 6일)